# MOKA*.
MOKA♛*.（もか、7月3日 ）は、全国で演奏活動を行うピアノ奏者、コスプレイヤー、パフォーミングアーティスト。

## 人物・経歴
- 奈良県出身。
- 3歳からピアノを始める[1]。
- 東京音楽大学付属高等学校（作曲専攻）から東京音楽大学（作曲指揮映画・放送コース）を卒業[1]。
- 映画・ドラマのサウンドトラックや商業音楽の作り方を専門に学び、ピアノサポート、即興演奏、ジャズ演奏、楽曲提供、ロックバンド、オーケストラでコンサートマスターを経験した。
- またパフォーミングアーティストとして関東を中心として精力的にライブ活動を行い、オリジナル曲は100曲以上
- 自宅にベーゼンドルファーのグランドピアノがある（親族より提供された）。
- 映画『ALWAYS 三丁目の夕日』のテーマ曲に心を揺さぶられ、同曲を作曲した佐藤直紀が卒業した東京音楽大学へ入学[1]。
- 全国各地のストリートピアノを演奏。
- コスプレイベント等にも積極的に参加。
- YouTubeへピアノ演奏動画を多数公開し、コスプレ衣装での演奏や、自身の演奏にあわせて歌うなどしている。

## ヒストリー
2019年
- 12月18日(水)　オゥ・プランタンにて単独ライブ 『MOKA Xmas Live 2019 in GOSE ～Make your story～』に出演

2020年
- 1月31日(金)　FM五條「ヒルドキッ！」に出演。
- 2月19日(水)　music café Anges にてピアノ演奏 (以降、原則毎月第3水曜日にランチタイム演奏)。 (- 2021年10月20日(水) 全18回)
- 10月14日(水)　ESAKA MUSE 『spice up !!』出演。
- 11月7日(土)　葛木御歳神社 『鎮守の杜に捧ぐ秋の音楽祭 ー音で繋ぐ人の縁ー』に出演。
- 11月15日(日)　ネッツトヨタ中部プラザ豊田 紅ピアノ演奏会に出演。
- 12月2日(水)　ESAKA MUSE 『ROOT FOR-』出演。

2021年
- 2月8日(月)　無観客ライブ「MOKA PIANO LIVE 〜アンコール〜」[2]に出演。奈良県芸術文化活動のオンライン発信支援事業
- 4月12日(月)　ESAKA MUSE 『ROOT FOR-』出演。
- 5月19日(水)　ムジークフェストなら2021「まちなかコンサート」出演。 　music café Anges
- 6月27日(日)　大阪城公園ストリートライブ“城天”シンガーソングライターブース”S･O LIVEN UP（ソーライビンアップ）” 出演。
- 8月1日(日)　「とっておきの音楽祭in名古屋」出演。　Live DOXY
- 8月10日(火)　ESAKA MUSE 『UNIQUE PIECE』出演。
- 8月13日(金)　KYOTO ROOTERx2「COSMO.pf」出演。
- 11月13日(土)　アドベンチャーワールド 「パンダ ミュージックフェス」出演。
- 11月21日(日)　music cafe Anges にてピアノワンマン ｢瞬間 音、重ねて｣出演。
- 12月17日(金)　エディオンなんば本店 「Xmasライブ2021」出演。
- 12月25日(土)　イオンモール橿原 「THE MUSIC POWER」出演。
- 12月28日(火)　FMルピナス 「POP OF FANTASY」出演。

2022年
- 1月 7日(金)　堺市×OSAKA ALL TOYOTA 「eストリート ピアノ演奏会」出演。
- 4月30日(土)　ニコニコ超会議2022 超歌ってみたDAY2 出演。オープニングアクト。
- 5月4日(水)　メズム東京「My Heart Will Go On」出演。
- 5月14日(土)　「ピアノEXPO2022 in 万博記念公園駅～大阪モノレール＆ストリートピアノYouTuber FES～」出演。
- 5月15日(日)　「キミは今日、ボクらの音に溺れる ～第一楽章～」出演。
- 5月21日(土)　大阪トヨペットモビリティプラザ箕面「eストリートピアノ演奏会」出演。
- 7月30日(土)　もかろんピアノ1万人記念YouTubeライブ開催。
- 8月21日(日)　KAMEIDO CLOCK「サンリオピアノフェス」出演。
- 8月26日(金)　クイーンズスクエアにてテレビ生放送＆公開収録。
- 10月9日(日)　「船場まつりxストリートピアノ」出演。
- 10月29日(土)　「キミは今日、ボクらの音に溺れる ～第二楽章～」出演。霞町音楽堂
- 11月5日(土)　水海道あすなろの里「あすなろフェス」出演。
- 12月24日(土)、25日(日)　イオンモール橿原「SPECIAL LIVE」出演。
- 12月28日(水)　メズム東京「Piano Showcase ～天使が舞い降りたピアノは歌う～ Vol.2」出演。

2023年
- 2月5日(日)　BASS ON TOP天王寺店「MOKA ピアノスタジオライブ」出演。
- 5月20日(土)　「第3回弾き倒し会(in京都)」出演。
- 6月3日(土)　BASS ON TOP高田馬場店「MOKA ピアノスタジオライブ」出演。
- 7月28日(金)　「天保山サマーフェスタ2023～LovePianoがやってくる♩～」出演。
- 8月5日(土)　「コスサミセレクション with ミラキュラス ステージ」出演。
- 9月8日(金)　メズム東京「Piano Showcase ～天使が舞い降りたピアノは歌う～ Vol.3」出演。
- 10月8日(日)　JR与野駅「大正時代まつり」出演。
- 10月26日(木)　長崎日本大学学園「芸術鑑賞会」出演。
- 11月12日(月)　「デザインフェスタ58」出演。
- 11月25日(土)　大阪南港ATC「ピアノ大好き♪ストリートコンサート Vol.5」出演。
- 11月26日(日)　高槻市「古墳フェスはにコット(ハローキティのストリートピアノ)」出演。
- 12月23日(土)　「2023 Tempozan Chrismas Festa LovePiano®クリスマスライブ」出演。

2024年
- 1月1日(月祝)　メズム東京「HAPPY NEW YEAR showcase」出演。
- 1月5日(金)　kawaii_street_piano 埼玉県本庄市 マリーゴールドの丘でゲリラ演奏。
- 2月16日(金)　ギャラクシティ「大人のためのプラネタリウム　星とピアノ~Night Sky Lounge~」出演。
- 3月10日(日)　kawaii_street_piano スタインウェイストリートピアノコンテスト決勝戦。
- 3月22日(金)　kawaii_street_piano 大和葛城山頂にてピアノ演奏。
- 4月29日(月)　メズム東京「天使が舞い降りたピアノは歌う」出演。
- 5月19日(日)　「デザインフェスタ59」出演。
- 5月26日(日)　高槻市 安満遺跡公園「あにまるしぇ」出演。
- 7月14日(日)　大阪南港ATC「ピアノ大好きストリートコンサートvol.10(〜kawaii street pianoがやってくる〜1周年記念‼)」出演。
- 8月10日(土)　稲毛海浜公園「清地化プロジェクト」参加。
- 9月23日(月祝)　新潟ストリートピアノ「つながり」ミニコンサート出演。
- 11月9日(木)、10日(金)　プレゴ立川「とある奏者の洋琴演奏」出演。
- 12月7日(土)　春日井市Fantaisie-Impromptu「もかろんピアノYouTube2万人感謝祭(昼夜2公演)」出演。

## ストリートピアノ、路上ライブ、コスプレ
2019年
- あべのハルカスストリートピアノ / ...

2020年
- 都庁おもいでピアノ / 中部国際空港 セントレア ひこうピ / かもめりあ クリスタルピアノ / 京都トロッコ嵯峨駅 / ...

2021年
- メルパルク名古屋 / ...

2022年
2023年
2024年
- 都庁ピアノ /

## ディスコグラフィー

### シングル
- PEACE（2020年5月13日） 楽曲「PEACE」はダウンロードサービスでも提供。

1. PEACE
2. 孤独の国の王子様
3. サクラ。
4. サクラ。 Inst.

### アルバム
- 「Euphoria.」（2019年12月）

1. And was even happy life forever
2. サクラ。piano ver.
3. PIANO
4. 黎明 orchestra ver.
5. 天空 piano ver.
6. 孤独の国の王子様 Original ver.

- 「Be Free.」（2021年8月）

1. もう一つのサクラ。
2. 高嶺の花屋さん piano Ver.
3. 入り相
4. PEACE
5. Be Free
6. 透明
7. 「キミは今日、ボクらの音に溺れる。」テーマ曲

　　　(6. 7. は「キミは今日、ボクらの音に溺れる」公演にて発売分にのみ収録)
- 「MOKA PINK COLLECTION」（2023年2月）